# Le Rêve d'un fumeur d'opium
Pour plus de détails, voir Fiche technique et Distribution.
Le Rêve d'un fumeur d'opium est un film français réalisé par Georges Méliès, sorti en 1908.

## Synopsis
Un homme ayant fumé de l'opium voit sa vision des choses être altérée... 